# Amnon Ben-Tor

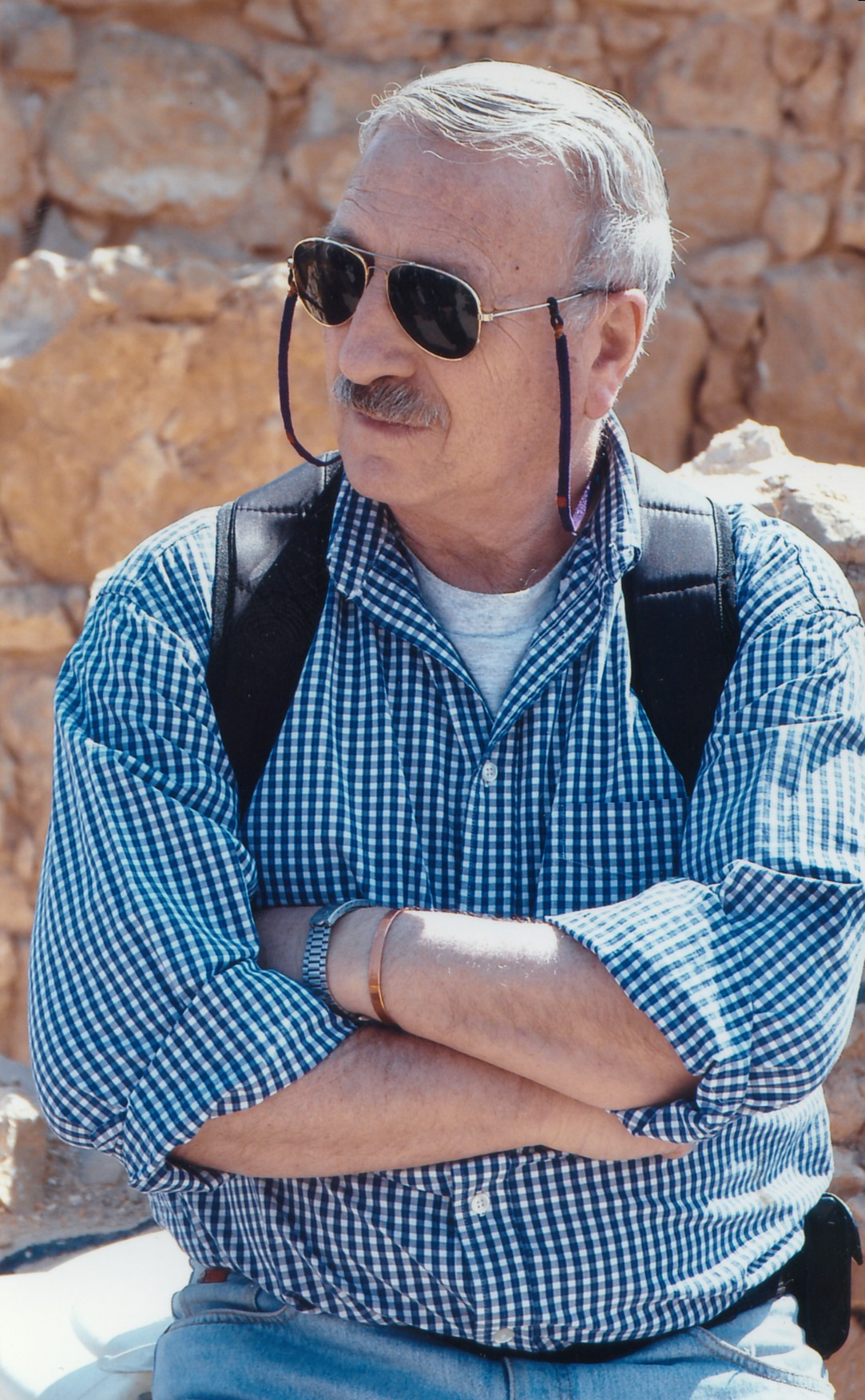
Amnon Ben-Tor

Amnon Ben-Tor (hebräisch אמנון בן-תור; * 1935 in Jerusalem; † 22. August 2023) war israelischer Biblischer Archäologe.
Amnon Ben-Tor war Professor an der Hebräischen Universität Jerusalem. Er grub an verschiedenen Orten in Israel, wie Tel Yarmuth, Jokne’am oder Tel Qashish, ist aber vor allem als Leiter der Ausgrabung von Hazor bekannt, deren Leitung er 1990 übernahm. In dieser Funktion gab er diverse Ausgrabungsberichte heraus. 2019 erhielt er den Israel-Preis.

## Schriften
- Canaanite metropolis, Israelite city Jerusalem, 2016, ISBN 9789652211019
- Hazor V : an account of the fifth season of excavation, 1968, Jerusalem 1997 ISBN 9652210331
- mit Débora Sandhaus, Tsipi Kuper-Blau, Hazor VI : the 1990–2009 excavations, the Iron Age, Jerusalem 2012, ISBN 9789652210883

## Einzelnachweis
1. ↑  Hebrew University, Jerusalem. Its History and Development. Jerusalem 1972. S. 338.